# Streets (chanson)
Singles de Doja Cat
34+35 (en)
(2021) Kiss Me More
(2021)
Streets est une chanson de l'auteure-compositrice-interprète américaine Doja Cat issue de son deuxième album studio Hot Pink.

## Historique
Streets est une chanson issue de Hot Pink, le deuxième album studio de Doja Cat. L'équipe de l'artiste ne mise pas sur ce titre pour promouvoir l'album lors de sa sortie en novembre 2019 et se concentre sur d'autres chansons comme Say So et Like That (en). Doja Cat collabore avec plusieurs artistes en 2020 et commence à travailler sur son album suivant. Au mois de décembre, elle publie sur sa chaîne YouTube plusieurs vidéos dans lesquelles elle interprète des titres en live. Celles dans lesquelles elle chante Streets engrangent plusieurs millions de vues et la chanson devient virale sur les applications TikTok, Triller (en) et Instagram en janvier 2021.
Grâce au succès qu'elle rencontre en ligne, la chanson de classe dans le top 20 du Billboard Hot 100, ce qui pousse l'équipe de Doja Cat à en faire un single. Elle entre dans les playlists des radios britannique BBC 1Xtra le 29 janvier 2021 puis BBC Radio 1 le 5 février 2021 avant d'être envoyée aux radios pop (en) américaines le 16 février 2021.

## Classements hebdomadaires
| Classement (2021)                              | Meilleure position |
| ---------------------------------------------- | ------------------ |
| Allemagne (GfK Entertainment)                  | 99                 |
| Australie (ARIA)                               | 12                 |
| Australie (ARIA Hip Hop/R&B)                   | 5                  |
| Autriche (Ö3 Austria Top 40)                   | 54                 |
| Belgique (Flandre Ultratip Bubbling Under 100) | 24                 |
| Belgique (Flandre Ultratop R&B/Hip-Hop)        | 17                 |
| Canada (Hot 100)                               | 19                 |
| États-Unis (Hot 100)                           | 16                 |
| États-Unis (Digital Songs)                     | 30                 |
| États-Unis (Hot R&B Songs)                     | 3                  |
| États-Unis (R&B/Hip-Hop Songs)                 | 7                  |
| États-Unis (Rhythmic Songs)                    | 31                 |
| États-Unis (Streaming Songs)                   | 3                  |
| États-Unis (Rolling Stone Top 100 (en))        | 3                  |
| France (SNEP)                                  | 105                |
| Global 200                                     | 8                  |
| Global Excl. U.S.                              | 18                 |
| Grèce (IFPI Greece)                            | 3                  |
| Hongrie (Single Top 40)                        | 37                 |
| Hongrie (Stream Top 40)                        | 26                 |
| Irlande (Irish Singles Chart)                  | 9                  |
| Lettonie (LAIPA)                               | 9                  |
| Lituanie (AGATA)                               | 4                  |
| Nouvelle-Zélande (RMNZ)                        | 10                 |
| Pays-Bas (Tipparade)                           | 20                 |
| Pays-Bas (Single Top 100)                      | 81                 |
| Portugal (AFP)                                 | 21                 |
| Royaume-Uni (UK Singles Chart)                 | 12                 |
| Royaume-Uni (UK R&B Chart)                     | 4                  |
| Slovaquie (IFPI Singles Digitál)               | 13                 |
| Suède (Sverigetopplistan)                      | 71                 |
| Suisse (Schweizer Hitparade)                   | 27                 |
| Tchéquie (IFPI Singles Digitál)                | 50                 |

## Historique de sortie
| Région      | Date            | Format                       | Label                 | Réf.   |
| ----------- | --------------- | ---------------------------- | --------------------- | ------ |
| Monde       | 7 novembre 2019 | - streaming - téléchargement | - Kemosabe (en) - RCA | [ 38 ] |
| Royaume-Uni | 29 janvier 2021 | Radio Urban Contemporary     | - Kemosabe (en) - RCA | [ 2 ]  |
| Royaume-Uni | 5 février 2021  | Radio CHR (en)               | - Kemosabe (en) - RCA | [ 3 ]  |
| États-Unis  | 16 février 2021 | Radio CHR (en)               | - Kemosabe (en) - RCA | [ 4 ]  |